# Districte de Montbéliard
El Districte de Montbéliard és un dels tres districtes del departament francès de Doubs, a la regió de Borgonya-Franc Comtat. Té 12 cantons i 171 municipis. El cap del districte és la sotsprefectura de Montbéliard. Té una extensió de 1.256 Km2 i una població de 175.105 habitants segons cens de 2022.

## Cantons
cantó d'Audincourt - cantó de Clerval - cantó d'Étupes - cantó d'Hérimoncourt - cantó de L'Isle-sur-le-Doubs - cantó de Maîche - cantó de Montbéliard-Est - cantó de Montbéliard-Oest - cantó de Pont-de-Roide - cantó de Saint-Hippolyte - cantó de Sochaux-Grand-Charmont (amb cap a: Sochaux) - cantó de Valentigney